# Маркграфнойзидль
Маркграфнойзидль (нем. Markgrafneusiedl) — коммуна (нем. Gemeinde) в Австрии, в федеральной земле Нижняя Австрия.
Входит в состав округа Гензерндорф. Население составляет 831 человек (на 31 декабря 2005 года). Занимает площадь 19,82 км². Официальный код — 30836.

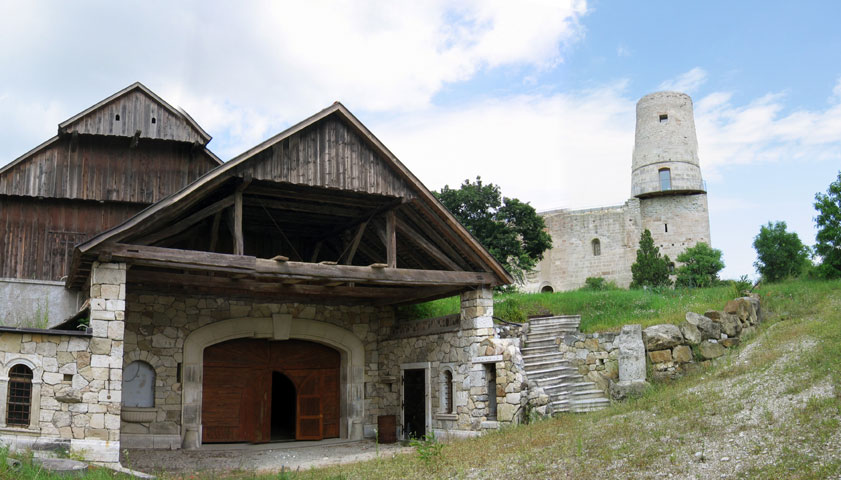
Маркграфнойзидль

## Политическая ситуация
Бургомистр коммуны — Эрвин Храбаль по результатам выборов 2005 года.
Совет представителей коммуны (нем. Gemeinderat) состоит из 15 мест.
- СДПА занимает 11 мест.
- АНП занимает 4 места.